# Бускура
Бускура (араб. بوسكورة; бербер. ⴱⵓⵙⴽⵓⵔⴰ) — місто в Марокко. Розташоване в регіоні Касабланка — Сеттат та є передмістям найбільшого міста країни, Касабланки. Населення — 103 026 осіб (перепис 2014).

## Назва
Назва міста походить від назви лісу Бускура, одного з найбільших у Марокко. Цей ліс, більшість дерев у якому є евкаліптами, приваблює чималу кількість відвідувачей у святкові та вихідні дні.

## Основні дані
Бускура лежить приблизно в двадцяти кілометрах на південь від Касабланки. 
Місто має дві мечеті, побудовані за кошти короля Саудівської Аравії. До того ж, незабаром очікуються закінчення робіт з укладення залізниці, що не проводилися близько десяти років з невідомих причин.

## Екологія
У звіті Всесвітнього фонду дикої природи вказується, що місцевість Бускури є найбільш забрудненою в усьому Марокко. Місцевий уед (водойма), де мешкає багато видів тварин (десятки видів риб, черепах, ящірок, змій та ін.), сильно забруднюється скиданням промислових відходів із навколишніх заводів.
До того ж, з 2017 року близькість сміттєзвалища біля міста загрожує забрудненням у ньому повітря.